# Belmond
Belmond es una ciudad situada en el condado de Wright, en el estado de Iowa, Estados Unidos. Según el censo de 2000 tenía una población de 2.560 habitantes.

## Geografía
Según la Oficina del Censo de los Estados Unidos, la localidad tiene un área total de 7,39 km², la totalidad de los cuales corresponden a tierra firme.

## Demografía
Según el censo de 2000, había 2.560 personas, 1.119 hogares y 675 familias residiendo en la localidad. La densidad de población era de 346,30 hab./km². Había 1.202 viviendas con una densidad media de 162,8 viviendas/km². El 94,84% de los habitantes eran blancos, el 0,23% afroamericanos, 0,12% amerindios, el 0,20% asiáticos, el 3,95% de otras razas, y el 0,66% pertenecía a dos o más razas. El 5,62% de la población eran hispanos o latinos de cualquier raza.
Según el censo, de los 1.119 hogares, en el 26,6% había menores de 18 años, el 51,6% pertenecía a parejas casadas, el 6,7% tenía a una mujer como cabeza de familia, y el 39,6% no eran familias. El 36,6% de los hogares estaba compuesto por un único individuo, y el 21,4% pertenecía a alguien mayor de 65 años viviendo solo. El tamaño promedio de los hogares era de 2,22 personas, y el de las familias de 2,90.
La población estaba distribuida en un 23,0% de habitantes menores de 18 años, un 6,8% entre 18 y 24 años, un 23,3% de 25 a 44, un 21,8% de 45 a 64, y un 25,1% de 65 años o mayores. La media de edad era 43 años. Por cada 100 mujeres había 88,0 hombres. Por cada 100 mujeres de 18 años o más, había 82,3 hombres.
Los ingresos medios por hogar en la localidad eran de 32.841 dólares ($), y los ingresos medios por familia eran 43.393 $. Los hombres tenían unos ingresos medios de 30.270 $ frente a los 20.664 $ para las mujeres. La renta per cápita para la ciudad era de 17.317 $. El 5,7% de la población y el 2,6% de las familias estaban por debajo del umbral de pobreza. El 5,9% de los menores de 18 años y el 6,8% de los habitantes de 65 años o más vivían por debajo del umbral de pobreza.